# James Workman
Pour les articles homonymes, voir Workman.
James Workman, né le 30 avril 1908 et mort le 15 octobre 1983, est un rameur d'aviron américain.

## Palmarès

### Jeux olympiques
- Amsterdam 1928
  -  Médaille d'or en huit[1].